# Xyloscia biangularia
Xyloscia biangularia är en fjärilsart som beskrevs av John Henry Leech 1897. Xyloscia biangularia ingår i släktet Xyloscia och familjen mätare. Inga underarter finns listade i Catalogue of Life.